# Heino Kruus
Heino Kruus (russisk: Хейно Рихардович Крууc tr. Khejno Rikhardovitj Kruus ; født 30. september 1926 i Tallinn, død 24. juni 2012) var en estisk basketballspiller, som deltog for Sovjetunionen ved OL 1952 i Helsinki.

## Idrætskarriere
Kruus dyrkede både atletik og fodbold i sin ungdom, inden han begyndte at spille basketball. Han spillede for klubben Kalev Talinn i stort set hele sin karriere fra 1945 til 1957, bortset fra en kort periode for ÜSK Tartu (1949-1951). Med sidstnævnte blev han sovjetisk mester i 1949, vandt sølv i 1950 og bronze i 1951. Han havde også bronzemedalje fra sovjetmesterskabet i 1945 for Kalev. Desuden vandt han pokalturneringen i 1946 og 1950 samt tabte finalen i 1952. Derudover blev han estisk mester i markbasketball i 1946, 1947, 1949, 1954 og 1955, ligesom han vandt mesterskabet i markhåndbold i 1957.
Kruus spillede på det sovjetiske basketballlandshold i perioden 1949-1954 og vandt med dette hold EM samt studenter-VM i 1951. Ved OL 1952 i Helsinki vandt  Kruus og Sovjetunionen deres indledende pulje, mens de i gruppen i anden runde blev besejret af USA, men stadig blev nummer to. De spillede derfor semifinale, som de vandt snævert over Uruguay, og dermed var de i finalen. Her stod de igen over for USA, og her havde Sovjetunionen held til at holde scoren nede, men USA var i den sidste ende bedst og sejrede med cifrene 36-25.
Kruus og Sovjetunionen blev igen europamestre i 1953 og vandt samme år verdensfestivallen for unge og studerende.

## Videre karriere
Efter at have indstillet sin aktive karriere i 1957 fortsatte Kruus som træner for sin klub Kalev indtil 1963. Derpå arbejdede han fem år som leder af idrætsfakultetet ved universitetet i Tallinn. Derpå havde han en periode op til midt i 1970'erne, hvor han var dommer i basketball i den bedste række i Sovjetunionen. Han blev indvalgt i den estiske Hall of Fame i basketball i 2010.

## OL-medaljer
- 1952  Helsinki –  Sølv i basketball  URS